# Arthur Sidney Olliff
Arthur Sidney Olliff (21 oktober 1865 - 29 december 1895) was een Australische entomoloog, geboren in Engeland. Daar werd hij assistent van de entomoloog Lord Walsingham, een bestuurder van het British Museum. 
In 1885 ging hij naar Australië, waar hij was aangeworven door het Australian Museum in Sydney als assistent in zoölogie. Tijdens zijn periode aan het museum redigeerde hij de nota's van wijlen Alexander Walker Scott over "Australian Lepidoptera", en maakte een beschrijving van de Australische kortschildkevers in drie delen. Hij publiceerde ook een overzicht van de insectenfauna van Lord Howe-eiland naar aanleiding van een expeditie van het Australian Museum naar dit gebied in 1887.
In 1890 werd hij Government Entomologist in het landbouwministerie van New South Wales. Hij overleed op 30-jarige leeftijd op zondag 29 december 1895. In zijn korte carrière publiceerde hij talrijke artikelen en werd erkend als een vooraanstaande autoriteit op het gebied van entomologie in Australië. Hij beschreef verschillende geslachten en soorten wetenschappelijk, vooral kevers en vlinders, waaronder Othnonius en Howea (endemisch op Lord Howe-eiland). 
Hij was een Fellow van de Entomological Society of London.
De schildluizengeslachten Olliffia en Olliffiella, evenals diverse insectensoorten, zijn naar hem vernoemd.